# Kość heterotopowa
Kość heterotopowa, kość trzewna – kość powstająca w różnych miejscach ciała, występująca tylko w określonej grupie systematycznej zwierząt. Kości heterotopowe zwykle występują w większych skupieniach tkanki łącznej. Jednym z rodzajów kości heterotopowych jest trzeszczka (łac. os sesamoideum), która powstaje na skutek kostnienia ścięgna i najczęściej występuje przy stawach kończyn ssaków. Przykładem trzeszczki jest rzepka (łac. patella) w stawie kolanowym. Innymi przykładami kości heterotopowych są kość prącia (łac. os penis, baculum), skostnienia w sercu u parzystokopytnych, skostnienia występujące w powiekach krokodyli, płytki i pierścienie kostne chroniące oko u ryb, labiryntodontów, gadów i ptaków, kość tworząca „szósty palec” w nadgarstku pandy wielkiej i pandki rudej.